# 卡尔·威廉·瑙多夫
卡尔·威廉·瑙多夫（德语：Karl-Wilhelm Naundorff；1785年3月27日—1845年8月10日），又名诺曼底公爵查尔斯-纪尧姆·瑙多夫（法语：Charles-Guillaume Naundorff, Duc de Normandie），法兰西及纳瓦拉王位觊觎者，在19世纪内最著名自称路易十七的人。1810年至1845年期间，卡尔·威廉·瑙多夫试图让法国王室承认自己为路易十六与奥地利的玛丽·安托瓦内特的儿子，但没有成功。他组建了法庭，任命了副官、勤务官员、内阁等。他在墓碑刻上「路易十七長眠於此。法蘭西與納瓦拉國王，諾曼第公爵查理-路易。1785年3月27日生於凡爾賽，1845年8月10日卒於代尔夫特。」
1998年的研究中，經由分析瑙多夫遺骨、對安托瓦内特王后家族的线粒体DNA，判定瑙多夫與王后沒有血緣關係。雖然後續有看法認為，該研究所用遺骨不屬於瑙多夫，不過在2014年至2016年間格拉德·卢科特教授的研究中，分析了瑙多夫的另一份頭髮樣本；發現瑙多夫與路易十六各自的Y染色體上，Y-STR的16個位點有7個不同，於是推斷瑙多夫不是路易十六的兒子、也不是路易十七。

## 后裔
卡尔·威廉·瑙多夫与妻子“诺曼底公爵夫人”珍妮·艾纳特育有9个孩子：
- 阿梅莉·瑙多夫
- 查尔斯-爱德华·瑙多夫，自称的查理十世
- 贝尔特·瑙多夫
- 玛丽·安托瓦内特·瑙多夫
- 路易-查尔斯·瑙多夫，自称的查理十一
- 查尔斯·埃德蒙·瑙多夫
- 玛丽·特蕾莎·瑙多夫
- 阿德尔伯斯·瑙多夫
- 安格-伊曼纽尔·瑙多夫